# Avenida Kifisias
La Avenida Kifisias (en griego: Λεωφόρος Κηφισίας) es una de las avenidas más largas en el área metropolitana de Atenas, Grecia. Su longitud total es de unos 20 km, empezando 4 km al nordeste de la ciudad de Atenas y concluyendo por el término municipal de Nea Erythraia norte de Kifisia. El total de los carriles es de tres, hasta Kifisia, luego dos a través de Kifissia, antes de que se convierta en un solo carril (por dirección) de ruta para el resto de su longitud. La avenida comienza en la intersección de las avenidas Alexandras y Mesogeion y luego se cruza con la avenida Katechaki, con Neo Psychiko y Filothei, así como con el estadio olímpico de Atenas.